# ベオグラード駅
ベオグラード駅（ベオグラードえき、セルビア語: Главна железничка станица/Glavna železnička stanica）はセルビアの首都ベオグラードの旧鉄道駅。ベオグラード本駅とも呼ばれていた。多くの長距離列車（国際列車を含む）や近距離列車が発着し、首都ベオグラードのターミナル駅として長年機能していたが、その役目を2016年に開業したベオグラード中央駅にゆずり、最終営業日の2018年6月30日をもって閉鎖され、134年の歴史を閉じた。
2018年7月1日より、本駅を発着するすべての列車が中央駅に移動した。ベオグラード市当局によれば、今後、駅舎はセルビアの歴史博物館として使われるという。

## 歴史
ベオグラード駅は1881年から1884年にかけミラン1世の命により建てられた。1884年8月21日にはサヴァ川を渡る鉄道橋が完成し、8月23日にはベオグラード、ニシュ間の鉄道の駅として公式に開業する。ベオグラードはその後、1884年にプラハ、1888年にスコピエ、ソフィア、イスタンブール、1891年にザグレブ等と鉄道で結ばれ、プラハからベオグラードを通りイスタンブールへ行く列車が1888年8月12日に最初に運行された。パリからのオリエント急行は1888年10月28日に初めて運行されている。1914年になるとオリエント急行は第一次世界大戦の勃発により運休となり、1916年になりバルカン列車が運行を開始する。政治、軍事、経済界のエリートのために導入されCIWLから接収した車両を使いベルリン - ウィーン - ブダペスト - ベオグラード - ソフィア - イスタンブールを結んでいた。
1970年代前半から鉄道インフラの再生が完成しているが、すべての施設は未だに完成していない。

## 路線
国際輸送に加え地域的な輸送も扱われており、シドやスボティツァ、ニシュ、ポジャレヴァツ、プリェポリェとローカル列車により結ばれている。しかし、ベオグラード駅には近郊鉄道であるベオヴォズは乗り入れておらず近郊とは結ばれていない。

## 問題点
バルカン半島を縦断してくる長距離列車は大幅な遅延が生じたりすると、接続が打ち切られたりする場合がある。また、長距離列車の系統分割や廃止も進んでいる。容量不足の古いベオグラード駅に代わる新しいインフラとしてベオグラード鉄道ジャンクションの整備も進められているが、その進展はゆっくりとしたものである。